# 柳川組
柳川組（やながわぐみ）は、大阪に本部を置いて活動した愚連隊系暴力団で、三代目山口組の二次団体。

## 略歴
1958年に柳川次郎により結成され、翌1959年に柳川次郎が三代目山口組若頭の地道行雄と杯を交わして舎弟となったことで山口組の配下となる。
三代目山口組きっての武闘派として知られ、“殺しの軍団”と呼ばれた。全盛期には傘下に73団体・組員1700名（準構成員含むと約2800名）を抱え、全国1道2府10県に進出。三代目山口組の全国への勢力拡大に貢献した。三代目山口組時代に二次団体でありながら広域暴力団に指定された唯一の組織であった。
第一次頂上作戦の対象とされ、厳しい追及を受けて1969年に解散を宣言、結果、柳川次郎・谷川康太郎両名は絶縁された。残された構成員は一会・章友会・藤原会・金田組に分割された。
組長の柳川次郎以下、在日朝鮮人が多く所属していたことでも知られる。

## 歴代組長
- 初代（1958年 - 1964年）：柳川次郎 - 本名「梁 元錫」（ヤン・ウォンソク）。三代目山口組若中、元三代目山口組若頭地道行雄舎弟。
- 二代目（1964年 - 1969年）：谷川康太郎 - 本名は「康 東華」（カン・ドンファ）。三代目山口組若中。

## 主な出身者
- 石田章六（石田組組長） - 後に章友会会長、六代目山口組顧問
- 野沢義太郎[1]（野澤組組長） - 後に一会会長、五代目山口組舎弟
- 金田三俊（金田組組長） - 後に四代目山口組舎弟
- 藤原定太郎（藤原組組長） - 後に藤原会会長、三代目山口組若中
- 木村忠雄 - 後に藤原会最高幹部、藤和会会長、五代目山口組若中
- 倉本広文 - 後に倉本組組長、宅見組副組長、五代目山口組若頭補佐
- 前田和男 - 後に前田組組長、黒澤組副組長、黒誠会会長、五代目山口組若頭補佐
- 小山十四郎（和歌山支部長、小山組組長） - 後に一会副会長、五代目山口組若中
- 福島三郎（北陸支部長、福島組組長） - 後に一会幹部、四代目山口組若中
- 紺谷久雄（紺谷組組長） - 後に一会幹部、四代目山口組若中
- 石間春夫（北海道支部2代目支部長） - 後に北誠会会長、初代誠友会総長、五代目山口組舎弟
- 田村武志（北海道支部） - 後に二代目北海道誠友会会長、二代目誠友会会長、五代目山口組若中
- 福島末博 - 後に勝龍会会長、宅見組舎弟頭補佐、六代目山口組幹部

## 関連メディア

### 書籍
- 飯干晃一『実録柳川組の戦闘（トクマドキュメントシリーズ）』徳間書店、1978年7月、ISBN 4191322842
  - 飯干晃一『実録柳川組の戦闘』徳間書店＜文庫＞1982年9月、ISBN 4195973511
  - 飯干晃一『柳川組の戦闘』角川書店<文庫>、1990年、ISBN 4-04-146425-0
- 木村勝美『殺しの軍団 柳川組 山口組全国制覇の先兵たち』メディアックス、2008年、ISBN 978-4-86201-617-1
- 猪野健治『やくざ外伝 柳川組二代目―小説・谷川康太郎』筑摩書房＜ちくま文庫＞、2001年、ISBN 4-480-03687-3

劇画
- 監修：芹沢耕二、脚本：天龍寺弦、作画：北村永吾『実録 死闘ヤクザ伝 山口組直参柳川組 柳川次郎』（2008年、竹書房 バンブーコミックス）
  - 『実録 死闘ヤクザ伝 山口組直参柳川組 柳川次郎 二人の殺し屋編』2008年1月、ISBN 978-4-8124-6654-4
  - 『実録 死闘ヤクザ伝 山口組直参柳川組 柳川次郎 殺しの軍団結成編』2008年6月、ISBN 978-4-8124-6680-3
- 監修：真樹日佐夫、漫画：マグナム元気 『実録柳川組』（2006年-2008年、コアマガジン 実話マッドマックス プレゼンツコアコミックス）
  - 『実録柳川組 柳川次郎暴力史「殺しの軍団」血と骨編』2006年3月、ISBN 4-87734-957-X
  - 『実録柳川組 伝説のヤクザ100人斬り編』2006年6月、ISBN 4-86252-004-9
  - 『実録柳川組 殺しの軍団vsドクロ刺青愚連隊編』2006年12月、ISBN 4-86252-086-3
  - 『実録柳川組 血みドロドロ！復讐鬼 柳川次郎の首狩り抗争編』2007年3月、ISBN 4-86252-090-1
  - 『実録柳川組 神戸巨大暴力団、大阪制圧編』2007年6月、ISBN 4-86252-192-4
  - 『新 実録柳川組 殺しの軍団 全国制覇への道編』2007年11月、ISBN 4-86252-254-8
  - 『新 実録柳川組 無敵の尖兵・柳川次郎 奈良侵略戦争編』2008年3月、ISBN 4-86252-336-6
- 原作：猪野健治、脚本：天龍寺弦、画：高橋晴雅『実録やくざ外伝 柳川組二代目 谷川康太郎』（2005年-2006年、竹書房 バンブーコミックス）
  - 『実録やくざ外伝 柳川組二代目 谷川康太郎 結成柳川組編』2005年12月、ISBN 4-8124-6317-3
  - 『実録やくざ外伝 柳川組二代目 谷川康太郎 進撃！殺しの軍団編』2006年4月、ISBN 4-8124-6339-4
  - 『実録やくざ外伝 柳川組二代目 谷川康太郎 殺しの軍団壊滅指令！編』2006年10月、ISBN 4-8124-6367-X

### 映像作品
- 『山口組外伝 九州進攻作戦』（1974年、東映）
- 『日本暴力列島 京阪神殺しの軍団』（1975年、東映）
- 『実録外伝 大阪電撃作戦』（1976年、東映）
- 『北陸代理戦争』（1977年、東映）
- 『実録 柳川組 大阪戦争百人斬り』（2002年、タキコーポレーション）
- 『実録 柳川組2 西日本征圧 -報復-』（2003年、タキコーポレーション）
- 『実録 柳川組 柳川次郎伝説 -完結-』（2003年、タキコーポレーション）
- 『実録 柳川組外伝』（2002年、タキコーポレーション）
- 『殺しの挽歌』（2010年、GPミュージアム）
- 『殺しの挽歌 完結編』（2010年、GPミュージアム）